# Codex Macedoniensis

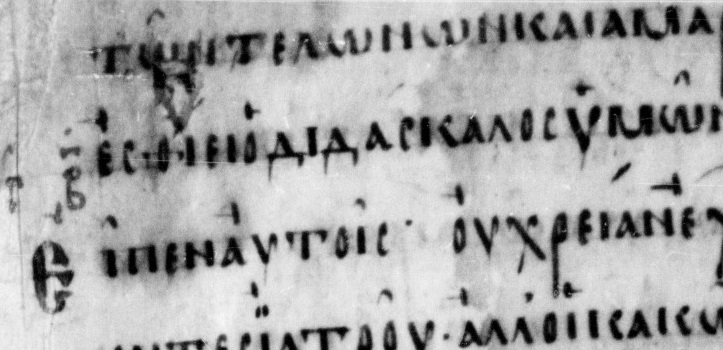
Folio 1 recto

El Codex Macedonensis (Cambridge, Universidad de Cambridge (Add. 6594); Gregory-Aland no. Y o 034; ε 073 (von Soden)) es un manuscrito uncial del siglo X. El códice contiene los cuatro Evangelios.

## Descripción
El códice consiste de un total de 309 folios de 18 x 13 cm. El texto está escrito en una sola columna por página, con entre 16 líneas por columna.
Lagunas
Evangelio de Mateo 1,1-9,11 ; 10,35-11,4;
Evangelio de Lucas 1,26-36 ; 15,25-16,5 ; 23,22-34;
Evangelio de Juan 20,27-21,17.
El texto griego de este códice es una representación del tipo textual bizantino. Kurt Aland lo ubicó en la Categoría V.